# Holly Sampson
Holly Sampson (Tucson, Arizona; 4 de septiembre de 1973) es una actriz pornográfica estadounidense.

## Biografía
Holly Sampson es famosa por su papel protagonista en la serie de películas Emmanuelle de la edición de 2000 y posando para ALS Scan. También ha trabajado para la revista Private.
Sampson comenzó haciendo diversas películas para adultos hardcore en 1998 bajo los alias de Nicolette Foster, Andrea Michaels o Zoe, pero rápidamente lo abandonó para actuar en films softcore. Sus apariciones en este período (2000-2003) incluyen shows eróticos de televisión como Lady Chatterley's Stories, The Voyeur, Thrills, The Best Sex Ever y Bedtime Stories. También actuó en una serie de películas softcore (con el nombre de Holly Sampson), y vídeos fetiche no-hardcore (como Nicolette Foster).
En 2008, Sampson regresó a películas hardcore, bajo el nombre de Holly Sampson.
También ha tenido papeles como protagonista. Siendo una adolescente, coprotagonizó con Fred Savage en un episodio de The Wonder Years en (1989). Ella también apareció en un episodio de My Two Dads y en otro de Matlock, y en la película Pump Up The Volume.
Siendo mayor de edad ha aparecido en varios papeles principales, sobre todo como profesora en la comedia adolescente Pretty Cool. Ella también tuvo un papel secundario en la película para televisión de 1998 Gia.
Se la ha relacionado como una de las amantes de Tiger Woods.